# Triumphant Hearts
Triumphant Hearts es un álbum de Jason Becker. En octubre de 2016, Becker lanzó una campaña para financiar el álbum, para el cual se estimo su salida en julio de 2017. La campaña recaudó más de $100,000. El álbum salió el 7 de diciembre de 2018.
El álbum tiene muchos invitados, incluyendo guitarristas como Marty Friedman, Joe Satriani, Jeff Loomis, Richie Kotzen, Gus G., Greg Howe, Steve Morse, Paul Gilbert y Steve Vai.

## Listado de pistas
1. "Triumphant Heart" (feat. Marty Friedman, Glauco Bertagnin & Hiyori Okuda) - 4:08
2. "Hold On To Love" (feat. Codany Holiday) - 7:26
3. "Fantasy Weaver" (feat. Jake Shimabukuro) - 5:07
4. "Once Upon A Melody" - 6:45
5. "We Are One" (feat. Steve Knight) - 5:50
6. "Magic Woman" (feat. Uli Jon Roth & Chris Broderick) - 7:07
7. "Blowin’ in the Wind" (Gary Rosenberg & Jason Becker) - 4:57
8. "River of Longing" (feat. Joe Satriani, Aleks Sever, Guthrie Govan, Steve Morse) 5:49
9. "Valley of Fire" (feat. Michael Lee Firkins, Steve Vai, Joe Bonamassa, Paul Gilbert, Neal Schon, Mattias IA Eklundh, Marty Friedman, Greg Howe, Jeff Loomis, Richie Kotzen, Gus G., Steve Hunter, Ben Woods) - 9:04
10. "River of Longing" (feat. Trevor Rabin) - 5:53
11. "Taking Me Back" - 4:23
12. "Tell Me No Lies" - 4:20
13. "Hold On To Love" (feat. Codany Holiday) [Chuck Zwicky Remix] - 5:56
14. "You Do It" - 0:54